# 술자리에서 친구가 되는 법
"술자리에서 친구가 되는 법"(How To Make A Friend While Drinking)은 한국에서 제작된 이호 감독의 2006년 영화이다. 오의택 등이 주연으로 출연하였고 류상우 등이 제작에 참여하였다.

## 출연

### 주연
- 오의택
- 이종훈
- 이호성
- 성종완

## 기타
- 조명: 이종열
- 조감독: 이세훈
- 녹음: 문병연
- 미술: 권신홍